# Titan (Boekarest)

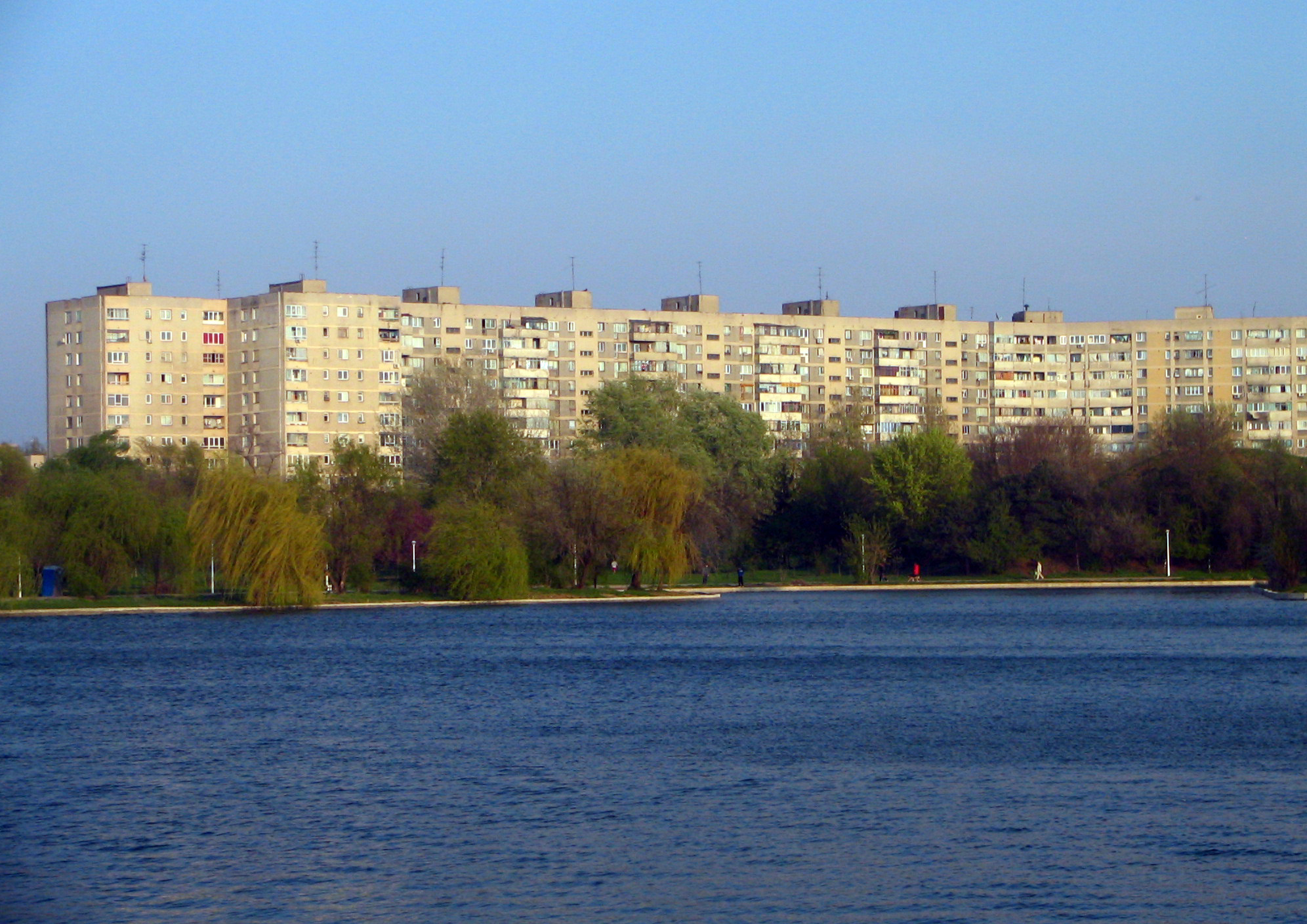
Appartementen in Titan uit 1970-1980

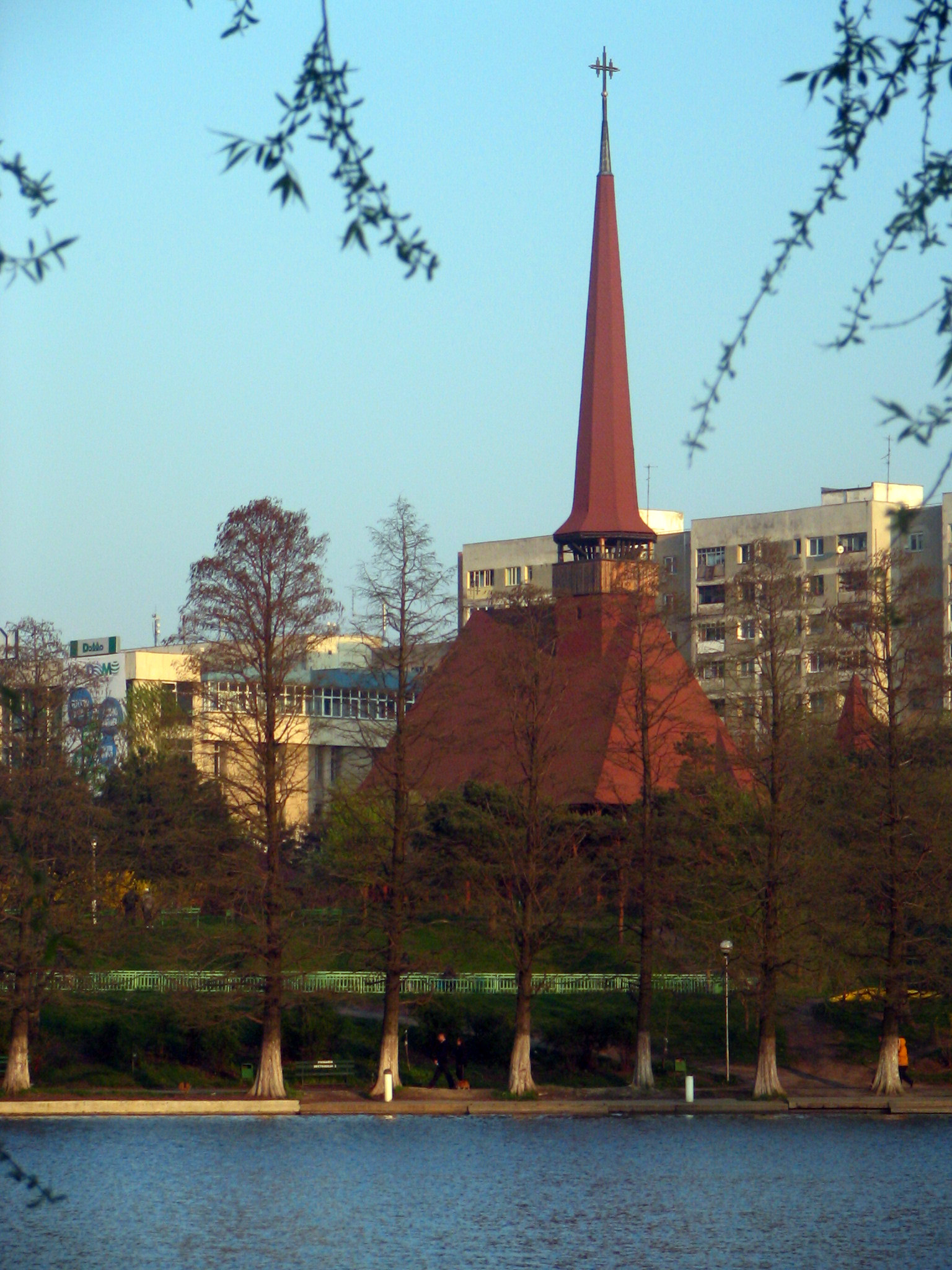
Traditioneel houten kerkje in Titan

Titan is een wijk in het oosten van de Roemeense hoofdstad Boekarest en wordt omringd door het Titanpark (vroeger bekend als Balta Albă, Witte Vijver). Ook een buitenwijk nabij Titan heet Balta Albă.
Gebouwen in Titan werden, net zoals bij vele andere wijken in Boekarest, gesloopt en herbouwd in socialistische stijl. Dit gebeurde in de jaren 70-'80, in opdracht van Nicolae Ceaușescu.
Deze wijk is verbonden met andere wijken, met de Metro van Boekarest, trams, trolleybussen, bussen en taxi's. Ook zijn er brede boulevards en pleinen te vinden. De belangrijkste zijn genoemd naar Nicolae Grigorescu, Camil Ressu en Theodor Pallady. Ze zijn ook het verbindingsstuk tussen Boekarest en de A2 die naar de Zwarte Zee loopt. Verder zijn er ook winkelcentra in Titan. Het grootste winkelcentrum wordt er gewoon "winkelcentrum" genoemd. Bioscoop "Gloria" is het enige in Titan en ligt aan het kruising tussen boulevards Baba Novac en Nicolae Grigorescu.
Het Titanmeer werd "aangelegd" in de 20e eeuw op de plek van een vroegere beekje. Het Titanmeer wordt door tweeën gedeeld door een brug. Er zijn vijf eilanden in het meer waarvan het grootste Insula Pensionarilor (Eiland van Pensionarissen) heet.
Aangrenzende wijken zijn Dristor, Vitan, Dudești, Pantelimon en Balta Albă. Aan het uiterst noordwestelijke punt van de wijk heb je het Basarabieiboulevard en het Lia Manoliustadion.
De twee metrostations in de wijk zijn Nicolae Grigorescu en Titan.
Districten: Sector 1 · Sector 2 · Sector 3 · Sector 4 · Sector 5 · Sector 6

Wijken: Băneasa · Berceni · Centru Civic · Colentina · Cotroceni · Crângași · Dristor · Drumul Taberei · Dudești · Ferentari · Floreasca · Giulești · Iancului · Lipscani · Militari · Obor · Olteniţei · Pantelimon · Pipera · Rahova · Tei · Titan · Văcăreşti · Vitan